# Фінал кубка СРСР з футболу 1948
Дев'ятий фінал кубка СРСР з футболу відбувся на стадіоні «Динамо» в Москві 24 жовтня 1948 року. У грі взяли участь московські команди «Спартак» і ЦБЧА. На матчі були присутні 75 тисяч глядачів.

## Претенденти
«Спартак» (Москва)
- Чемпіон СРСР (3): 1936 (о), 1938, 1939.
- Срібний призер (1): 1937.
- Бронзовий призер (3): 1936 (в), 1940, 1948.
- Володар кубка СРСР (4): 1938, 1939, 1946, 1947.

ЦБЧА (Москва)
- Чемпіон СРСР (3): 1946, 1947, 1948.
- Срібний призер (2): 1938, 1945.
- Бронзовий призер (1): 1939.
- Володар кубка СРСР (1): 1945.
- Фіналіст кубка СРСР (1): 1944.

## Деталі матчу
| 24 жовтня 1948 |

| ЦБЧА                           | 3 – 0 | «Спартак» |
| ------------------------------ | ----- | --------- |
| Соловйов 20', 51' Ніколаєв 71' | Звіт  |           |

| «Динамо» (Москва) Глядачів: 75 000 Арбітр: Латишев (Москва) |

| ЦБЧА           |                     |
|                |                     |
| ВР             | Володимир Никаноров |
| ЗХ             | Віктор Чистохвалов  |
| ЗХ             | Іван Кочетков       |
| ЗХ             | Юрій Нирков         |
| ПЗ             | Анатолій Башашкін   |
| ПЗ             | Олексій Водягін     |
| НП             | В'ячеслав Соловйов  |
| НП             | Валентин Ніколаєв   |
| НП             | Григорій Федотов    |
| НП             | Всеволод Бобров     |
| НП             | Володимир Дьомін    |
| Тренер:        |                     |
| Борис Аркадьєв |                     |

| СПАРТАК           |                    |     |
|                   |                    |     |
| ВР                | Олексій Леонтьєв   |     |
| ЗХ                | Євген Кулешов      |     |
| ЗХ                | Анатолій Сеглін    |     |
| ЗХ                | Василь Соколов     |     |
| ПЗ                | Костянтин Рязанцев |     |
| ПЗ                | Олег Тімаков       |     |
| НП                | Іван Конов         |     |
| НП                | Олексій Парамонов  |     |
| НП                | Борис Чучелов      | 46' |
| НП                | Борис Соколов      |     |
| НП                | Сергій Сальников   |     |
| Заміна:           |                    |     |
| НП                | Борис Смислов      | 46' |
| Тренер:           |                    |     |
| Костянтин Квашнін |                    |     |